# Kotelwa
Kotelwa, Kotelva (ukr. Котельва) – osiedle typu miejskiego w obwodzie połtawskim Ukrainy, siedziba władz rejonu kotelewskiego.
Status osiedla typu miejskiego posiada od 1971.
Z Kotelwy pochodzi Sidor Kowpak (1887-1967), dowódca oddziałów partyzanckich z okresu II wojny światowej, Bohater Związku Radzieckiego oraz poeta Nikołaj Burliuk (1890-1920).
W 1989 liczyła 12943 mieszkańców.
W 2013 liczyła 12486 mieszkańców.